# Antoine Germain Bevalet
Antoine Germain Bevalet (* 1783 oder 1784 in Paris; † 9. Mai 1864 ebenda im 6. Arrondissement) war ein französischer naturwissenschaftlicher Maler.

## Leben und Wirken
Sein Vater war der Künstler François Noël Beval(l)et, der Bevalet vermutlich das Malen lehrte. Seine Mutter hieß Anne Louise Pinson.
Im Jahr 1803 heiratete er Claudine Elisabeth Sophie Darsin, die aber schon bald verstarb. Die Ehe blieb kinderlos. In zweiter Ehe heiratete er am 8. Oktober 1805 Anne Marie Patin (–1810), mit der er den Sohn Louis Victor Bevalet (1808–1887) hatte, der wie der Vater naturhistorische Objekte malte. Nach dem Tod seiner zweiten Frau ging deren Besitztümer in seinen Besitz über. Damals wohnte er in 3, rue Mâcon und arbeitete als Bühnenmaler. Ein Jahr später heiratete er am 15. September 1811 Marie Marguerite Übler (1788–1818). In vierter Ehe war er mit Marie Julie Chignon (1789–1847) verheiratet. Mit ihr hatte er den Sohn Charles Antoine Bevalet (1826–1878) der Geologe war und für Louis Figuier (1819–1894) bei La vie et le mœurs des animeaux und The Ocean World an der Illustration der Werke maßgeblich beteiligt war. Auguste Adolphe Baudon (1821–1905) benannte 1853 Pupa bevaletii zu Ehren von seinem Freund Charles.
Als am 18. März 1799 das Odéon brannte, war es eine Truppe Grenadieren, die vom jungen Bevalet geführt wurde und zahlreiche Kunstwerke wie eine Voltaire-Statue von Jean-Antoine Houdon rettete. Damals lebte er in der rue Voltaire, no 3.
Bevalet verstarb in seinem Domizil in der Rue Notre-Dame des Champs No 12 in Paris.

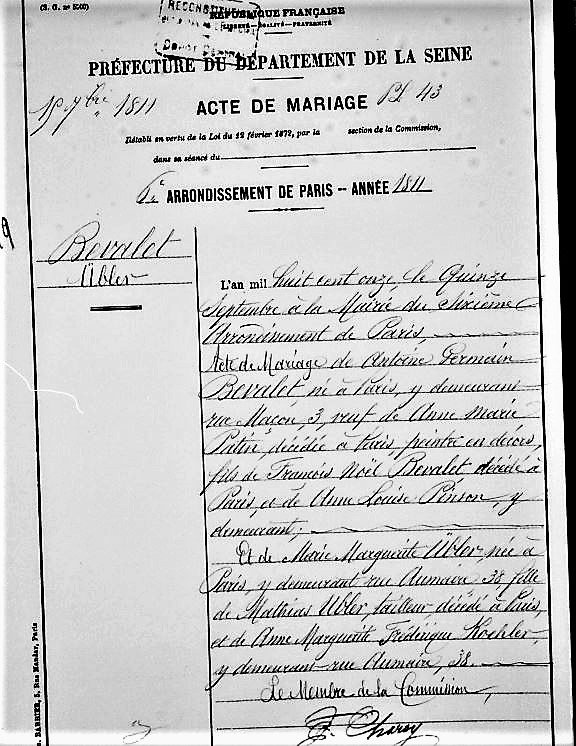
Heirat mit Marie Marguerite Übler
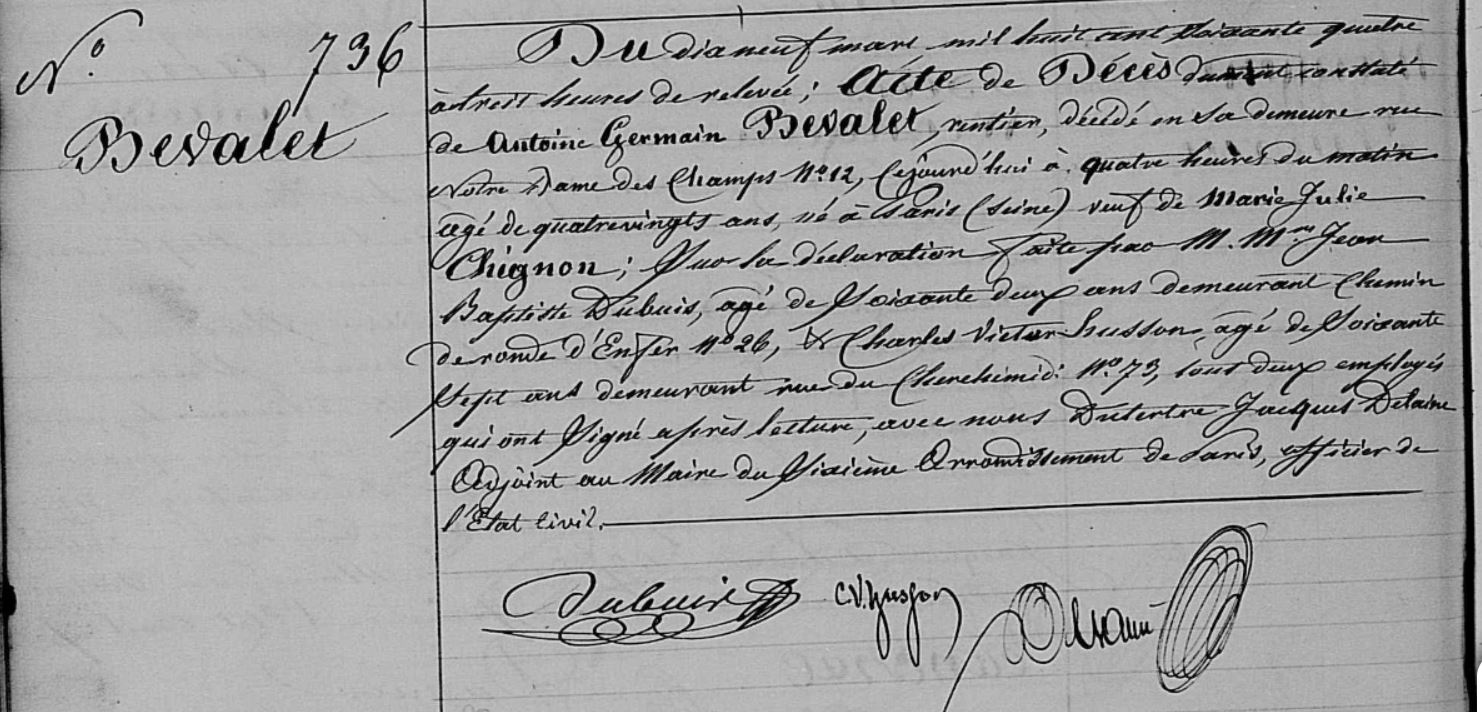
Eintrag seines Todes 9. Mai 1864
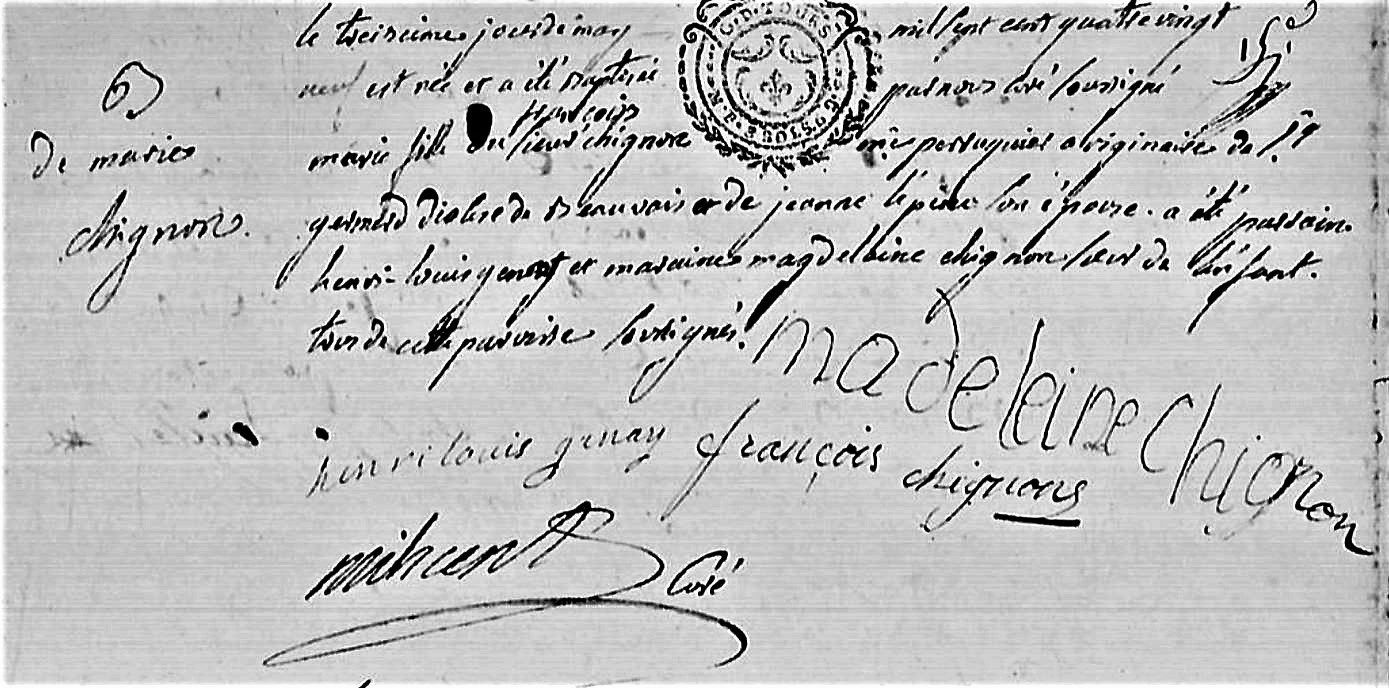
Eintrag der Geburt von Marie Chignon in La Flèche am 13. Mai 1789
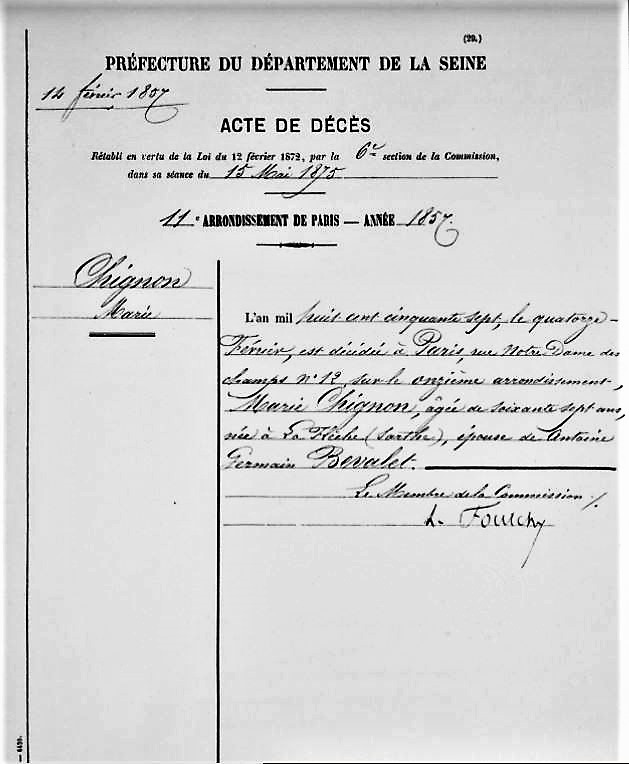
Eintrag des Todes seiner vierten Frau Marie Chignon

## Zoologische Tafeln in Forschungsreisen
Für die zoologische Ausbeute von Voyage autour du monde, entrepris par ordre du roi, sous le ministère et conformément aux instructions de S. Exc. M. Le Vicomte du Bouchage, Secrétaire d’état au département de la Marine, exécuté sur les corvettes de S. M. l’Uranie et la Physicienne, pendant les années 1817, 1818, 1819 et 1820 unter der Führung von Louis de Freycinet lieferte er die Tafeln 12, 44, 45, 48, 79 & 80, gemeinsam mit Antoine Chazal (1793–1854) die Tafel 62 und nach Adrien Aimé Taunay (1803–1828) die Tafeln 54, 55 & 65. Weitere Tafeln stammten von Chazal (1, 2 & 58), von Taunay und Chazal (56, 57 & 64), von Lucien Alphonse Prévost (3, 4, 6, 7, 9, 10, 11, 14, 20, 21, 22, 31, 32, 41, 42, 43, 69, 70, 71, 75, 84 & 85), von Prévost nach Taunay (96), von Nicolas Geneviève Huet (5, 8 & 24), Paul Louis Oudart (13, 15, 16, 17, 18, 19, 23, 25, 26, 27, 30, 33, 34, 35, 36, 37, 38, 39, 40, 49, 51, 52, 53, 59, 77 & 78), von Oudart nach Taunay (50, 61 & 81), von Jean-Gabriel Prêtre (28, 29 & 76), von Émile Blanchard (60, 67, 68, 72, 82 & 83), von Taunay (86 & 87), Jacques-Amand Eudes-Deslongchamps (88, 89, 90, 91, 92, 93, 94 & 95), von Jacques Arago und Charles Gaudichaud-Beaupré (73 & 74), sowie von Alphonse Pellion (1796–1868) und Taunay (66). Den botanischen Teil illustrierte Jean Louis Marie Poiret (1755–1834).
Für Voyage autour du monde: exécuté par ordre du roi, sur la corvette de Sa Majesté, la Coquille, pendant les années 1822, 1823, 1824, et 1825 unter der Leitung von Louis-Isidore Duperrey für den ornithologischen und mammologischen Beitrag von René Primevère Lesson und Prosper Garnot die Tafeln 9, 31 & 39. Im Atlas über die Krebstiere, Insekten und Zoophyten stammten die Tafeln 9 & 10 der Zoophyten von Bevalet und für den Atlas zur Herpetologie, Ichthyologie und Conchologie alle sieben Reptilientafeln, von den 38 Fischtafeln alle außer den Tafeln 9, 10 beide Prêtre nach Lesson & 30 Lesson sowie die Muscheltafeln 7 & 11.
Oft findet sich in der Literatur, dass Bevalet an beiden Reisen teilnahm, doch war es Louis-François Lejeune (1775–1848) (auch bekannt als Jules Louis Lejeune), der die Reise von Louis-Isidore Duperrey offiziell als Künstler vertrat und von dessen Skizzen andere Künstler später Tafeln anfertigten. Bei der Reise von Louis de Freycinet war es Jacques Arago, der als Künstler engagiert wurde.
In Voyage autour du Monde exécuté pendant les années 1836 et 1837 sur la Corvette La Bonite unter der Führung von Auguste-Nicolas Vaillant findet sich die Tafel 45 mit verschiedenen Muscheln, die von Bevalet illustriert wurde.

## Andere Werke mit Tafeln von Bevalet
In Lessons Werk Illustrations de zoologie, ou Recueil de figures d’animaux peintes d’après nature finden sich von ihm die Tafel 14 Flabellum pavoninum, 26 Trigonia aus verschiedenen Perspektiven, 33 Chrysiridia rhipheus, 37 & 38 beides Draco lineatus. Für Félix Édouard Guérin-Ménevilles Iconographie du règne animal de G. Cuvier zeichnete er die Vogeltafeln 1, 8 & 9, die Reptilientafeln 2, 3, 4, 5 & 7 sowie die Fischtafeln 1 & 4.
Für Lessons Kolibriwerk Histoire naturelle des oiseaux-mouches lieferten neben Bevalet die Künstler Pancrace Bessa (1772–1835), Prêtre, dessen Sohn Louis Victor Bevalet Elisa Zoé Dumont de Sainte Croix (1806–1849), die Tochter von Charles Dumont de Sainte Croix, Antoine Charles Vauthier (1790–1879) (nach Vorlage von William Swainson) und Lessons zweite Frau Marie Clémence Lesson (1800–1834) weitere Tafeln. Der Stich der Tafeln erfolgte durch Jean Louis Denis Coutant (1776–1863), der Druck durch Narcisse Claude Julien Rémond (1799–1863).
Bei Histoire naturelle des colibris, ein weiteres Kolibriwerk von Lesson, dass von 1830 bis 1832 in 13 Lieferungen mit 66 Tafel erschien, lieferte Bevalet die Tafeln des Erzkolibris (Aphantochroa cirrochloris) (Tafel 23 & 6 (Part I)), des Annakolibris (Calypte anna) (Tafel 7), der Blaukopfamazilie (Saucerottia cyanocephala (Tafel 18), des Purpurstirn-Saphirkolibris (Basilinna leucotis) (Tafel 29), des Breitschwingenkolibris (Eupetomena macroura) (Tafel 39). Der Löwenanteil der Tafeln stammte von Prêtre, der Stich von Coutant und A. P. Teillard und der Druck von Rémond.
In Les trochilidées ou, les colibris et les oiseaux-mouches illustrierte er den Blaukopfkolibri (Riccordia bicolor) (Tafel 16), den Braunkehl-Schattenkolibri (Phaethornis longuemareus) (Tafel 9), den Rotnacken-Topaskolibri (Topaza pella) (Tafel 20), die Glitzerkehlamazilien-Unterart (Chionomesa fimbriata tephrocephala) (Tafel 329, den Grünmaskenkolibri (Augastes scutatus) (Tafel 61) sowie den Breitschwanzkolibri (Selasphorus platycercus) (Tafeln 63 & 64). Die restlichen Tafeln stammten alle von Prêtre, der Stich erfolgte durch Marie-Nicolas Oudet (1810–1873) und der Druck durch Rémond. Das Werk selbst erschien in 14 Lieferungen von 1832 bis 1833.

## Salon de Paris
Als er 1812 im Salon de Paris ausstellte, wohnte er in der rue Galanda, n. 55, 1817 in der rue Galanda, n. 63, 1822 in der rue des Noyers no. 9 und 1844 in der 57, rue de Seine-St-Germain.
| Jahr | Nummer im Katalog | Titel                                       | Titel deutsch                         |
| ---- | ----------------- | ------------------------------------------- | ------------------------------------- |
| 1812 | 79                | Harengs frais et harengs saurs              | Frische Heringe und saurer Hering     |
| 1817 | 1066              | Insectes et object d’histoire naturelles    | Insekten und naturhistorische Objekte |
| 1822 | 98                | La carpe et la tanche, aquarelle naturelles | Karpfen und Schleie, Aquarell         |
| 1844 | 1831              | Une perdrix rouge, nature morte; aquarelle  | Ein totes Rothuhn; Aquarell           |

## Publikationen (Auswahl)
- in Louis de Freycinet: Voyage autour du monde, entrepris par ordre du roi, sous le ministère et conformément aux instructions de S. Exc. M. Le Vicomte du Bouchage, Secrétaire d’état au département de la Marine, exécuté sur les corvettes de S. M. l’Uranie et la Physicienne, pendant les années 1817, 1818, 1819 et 1820. Histoire Naturelle: Zoologie Planches. Imrimerie en Taille Douce de Langlois, Paris 1824 (biodiversitylibrary.org – 1824–1844).
- in Louis-Isidore Duperrey: Voyage autour du monde: exécuté par ordre du roi, sur la corvette de Sa Majesté, la Coquille, pendant les années 1822, 1823, 1824, et 1825: sous le Ministère et conformément aux instructions de S.E.M. le Marquis de Clermont (= Atlas (Zoologie) Reptilien (Antoine Germaine Bevalet) Fische (Marie Clémence Lesson et Antoine Germaine Bevalet, Jean Gabriel Prêtre d’après Lesson, Bevalet d’après Lesson, Marie Clémence Lesson), Weichtiere (Lucien Alphonse Prévost et Marie Clémence Lesson, Prévost, Mme Lesson, Antoine Germaine Bevalet, Jean Gabriel Prêtre, Prêtre d’après Lesson). Band 5, Nr. 1). Arthus-Bertrand, Paris 1826 (biodiversitylibrary.org – Reptilien 1–7, Fische 1–38 (außer 9, 10 & 30), Muscheln 7, 11).
- in Louis-Isidore Duperrey: Voyage autour du monde: exécuté par ordre du roi, sur la corvette de Sa Majesté, la Coquille, pendant les années 1822, 1823, 1824, et 1825: sous le Ministère et conformément aux instructions de S.E.M. le Marquis de Clermont (= Atlas (Zoologie) Krebstiere (Félix Édouard Guérin-Méneville), Insekten (Félix Édouard Guérin-Méneville, Antoine Charles Vauthier), Zoophyt (Marie Clémence Lesson et Jean Gabriel Prêtre, Marie Clémence Lesson et Pancrace Bessa, Prêtre d’après Lesson, Antoine Germaine Bevalet d’après Lesson, Lucien Alphonse Prévost d’après Lesson). Band 5, Nr. 3). Arthus-Bertrand, Paris 1826 (biodiversitylibrary.org – Tafeln Zoophyten 9, 10,).
- Für René Primevère Lesson, Prosper Garnot: Voyage autour du monde exécuté par Ordre du Roi, sur la Corvette de Sa Majesté, La Coquille pendant les années 1822, 1823, 1824 et 1825, sous le ministère et conformément aux instructions de S. E. M. Marquis de Clermont-Tonnerre, et publié sou les auspices de son excellence M. le Cte de Chabrol, ministre de la Marine et des colonies, par M. L. Dupppery, capitaine de frégate, Chevalier de Saint-Louis et membre de la legion d’honaire, copitaine de Frégatte. Commandant de l’Expedition (= Histoire naturelle, Zoologie. Atlas, Nr. 2). Arthus-Bertrand, Paris 1828 (biodiversitylibrary.org – Tafeln 9, 31 & 39).
- in René Primevère Lesson: Histoire naturelle des oiseaux-mouches, ouvrage orné de planches desinées et gravée par les meilleurs artistes et dédié A S. A. R. Mademoiselle 86 Tafeln (Prêtre, Antoine Germaine Bevalet, Marie Clémence Lesson nach Louis Pierre Vieillot, Antoine Charles Vauthier nach William Swainson, Pancrace Bessa, Elisa Zoé Dumont de Sainte Croix). Arthus-Bertrand, Paris 1829 (biodiversitylibrary.org).
- in René Primevère Lesson: Illustrations de zoologie, ou Recueil de figures d’animaux peintes d’après nature. Arthus-Bertrand, Paris (biodiversitylibrary.org – 1832–1835, Tafeln 14, 26, 33, 37, 38).
- in Félix Édouard Guérin-Méneville: Iconographie du règne animal de G. Cuvier: ou, Représentation d’après nature de l’une des espèces les plus et souvent non encore figurées de chaque genre d’animaux. Avec un text descriptif mis au courant de la science. Ouvrage pouvant servir d’atlas à tous les traites de zoologie (= Planche des Animaux vertébrés. Band 1). J.B. Baillière, Paris (biodiversitylibrary.org – 1829–1844).
- in René Primevère Lesson: Histoire naturelle des colibris: suivie d’un supplément à l’Histoire naturelle des oiseaux-mouches: ouvrage orné de planches dessinées et gravées par les meilleurs artistes: et dédié A.M. le Baron Cuvier 66 Tafeln (Prêtre, Antoine Germaine Bevalet (Tafeln 23, 6, 7, 18, 27, 39)). Arthus-Bertrand, Paris (biodiversitylibrary.org – 1830–1832).
- in René Primevère Lesson: Les Trochilidées ou les Colibris et Les Oiseaux-Mouches Suivis d’un index général dans lequel sont décrites et classées méthodiquement toutes les races et espèces du genere Trochilus. Ouvrage orné de planches dessinées et gravées par les meilleurs artistes 66 Tafeln (Jean-Gabriel Prêtre (61 Tafeln), Antoine Germaine Bevalet (5 Tafeln), Marie-Nicolas Oudet (–1866) (Gravur), Narcisse Claude Julien Rémond (1799–1863) (Druck)). Arthus-Bertrand, Paris (biodiversitylibrary.org – 1834–1835).
- in Joseph Fortuné Théodore Eydoux, Louis François Auguste Souleyet: Voyage autour du Monde exécuté pendant les années 1836 et 1837 sur la Corvette La Bonite commandée Par M. Vaillant Capitaine de Vaisseau publié par Ordre du Gouvernement sous les auspices du département de la marine (= Histoire Naturelle: Zoologie. Atlas). Arthus-Bertrand, Paris 1841 (biodiversitylibrary.org – 1841–1852).